# Biagio D'Agostino
Biagio D'Agostino (Termoli, 4 maggio 1896 – Termoli, 26 marzo 1984) è stato un vescovo cattolico italiano.

## Biografia
Primogenito di una famiglia numerosa, dopo aver compiuto gli studi ginnasiali, presso il seminario diocesano, completò la formazione filosofica e teologica nel Seminario regionale di Chieti; conseguì la laurea in teologia e la licenza in diritto canonico, presso la Pontificia Università Lateranense.
Ricoprì l'incarico di rettore del seminario diocesano, di assistente dell'Azione Cattolica e della giuventù femminile.
Fu teologo della cattedrale di Termoli ed insegnò religione nelle scuole pubbliche termolisane; successivamente, nel 1936, divenne parroco, a Termoli, della parrocchia di san Antonio, che lascerà, nel 1939, essendo stato nominato vice assistente generale dell'azione cattolica italiana.
Ritornato nella sua diocesi, nel 1948, divenne vicario generale del vescovo Oddo Bernacchia.
Papa Pio XII, il 12 dicembre 1951, lo elesse alla chiesa titolare di Cizio
e lo nominò ausiliare del presule Bernacchia. Ricevette la consacrazione episcopale, a Termoli, il 3 febbraio 1952, dal cardinale Adeodato Giovanni Piazza.
Venne trasferito, il 14 maggio 1954, alla diocesi di Gallipoli, che lascerà, il 24 febbraio 1956, essendo stato nominato vescovo di Vallo della Lucania. Lasciò il governo pastorale della medesima diocesi, per raggiunti limiti di età, il 24 novembre 1974, per far ritorno alla sua città natale ove, il 26 marzo 1984, morì; è sepolto nella cattedrale di Termoli.

## Genealogia episcopale
La genealogia episcopale è:
- Cardinale Scipione Rebiba
- Cardinale Giulio Antonio Santori
- Cardinale Girolamo Bernerio, O.P.
- Arcivescovo Galeazzo Sanvitale
- Cardinale Ludovico Ludovisi
- Cardinale Luigi Caetani
- Cardinale Ulderico Carpegna
- Cardinale Paluzzo Paluzzi Altieri degli Albertoni
- Papa Benedetto XIII
- Papa Benedetto XIV
- Cardinale Enrico Enriquez
- Arcivescovo Manuel Quintano Bonifaz
- Cardinale Buenaventura Córdoba Espinosa de la Cerda
- Cardinale Giuseppe Maria Doria Pamphilj
- Papa Pio VIII
- Papa Pio IX
- Cardinale Alessandro Franchi
- Cardinale Giovanni Simeoni
- Cardinale Antonio Agliardi
- Cardinale Basilio Pompilj
- Cardinale Adeodato Piazza, O.C.D.
- Vescovo Biagio d'Agostino